# استان اولی‌تاو
استان اولیتاو (به قزاقی: Ұлытау облысы، ۇلىتاۋ وبلىسى) یک استان در قزاقستان است که در مرکز این کشور واقع شده‌است. مرکز آن شهر جزقازغان است.

## وجه تسمیه
نام این استان، گرفته شده از رشته‌کوه‌های اولی‌تاو می باشد که در این استان واقع شده‌اند. نام این رشته‌کوه‌ها متشکل از واژهٔ «اولی» (معادل «اوُلوغ» در ترکی آذربایجانی) (به قزاقی: Ұлы ۇلى) به معنای بزرگ، و «تاو» (معادل «داغ»)(به قزاقی: тау تاۋ) به معنای کوه.

## تاریخچه

نقشه استان سابق جزقازغان پیش از انحلال آن در سال ۱۹۹۷ میلادی

این منطقه محل سکونت طوائف «جوز میانی» از مردم قزاق بوده است، منجمله طوائف آرغین، نایمان، و قبچاق.
استان جزقازغان اولین بار در ۲۰ مارس سال ۱۹۷۳ میلادی با جدا شدن از استان قراغندی در زمان اتحاد جماهیر شوروی سوسیالیستی تاسیس شد. این استان شامل سه شهر جزقازغان، بالقاش، و قره‌جال، و همین‌طور پنج شهرستان آق‌توغای، جانگی‌آرقا، جزدی، جزقازغان، و شت. در زمان تاسیس این استان، شهرستان ششمی هم به نام شهرستان آغادیر تاسیس شد.
در ۲۴ دسامبر ۱۹۷۳ میلادی، شهر نیکولسکی در تابعیت این استان تاسیس شد.
در ۱۰ نوامبر ۱۹۷۴ میلادی، جزقازغان به اولی‌تاو تغییر نام داد.
در ۱۵ فوریه ۱۹۷۷ میلادی، شهرستان پریوزیورنی تاسیس شد.
در ۱۳ سپتامبر ۱۹۹۰، شهر نیکولسکی به ساتپایف تغییر نام داد.
در دسامبر ۱۹۹۱، جمهوری شوروی سوسیالیستی قزاقستان به کشور مستقل قزاقستان تبدیل شد.
در ۴ مه ۱۹۹۳، شهرستان پریوزیورنی به توقیراوین تغییر نام داد.
در ۳ مه ۱۹۹۷ میلادی، این استان منحل شده و به استان قراغندی پیوست.
در ۸ ژوئن ۲۰۲۲ میلادی، این استان با نام جدید اولی‌تاو احیاء و دوباره تاسیس شد. این استان از استان تاریخی جزقازغان کوچک‌تر بوده و شامل اراضی شرقی آن نمی‌شود، بالاخص شهرهای بالقاش و ساتپایف و شهرستان‌های آق‌توغای و شت

## شهرها و شهرستان‌ها

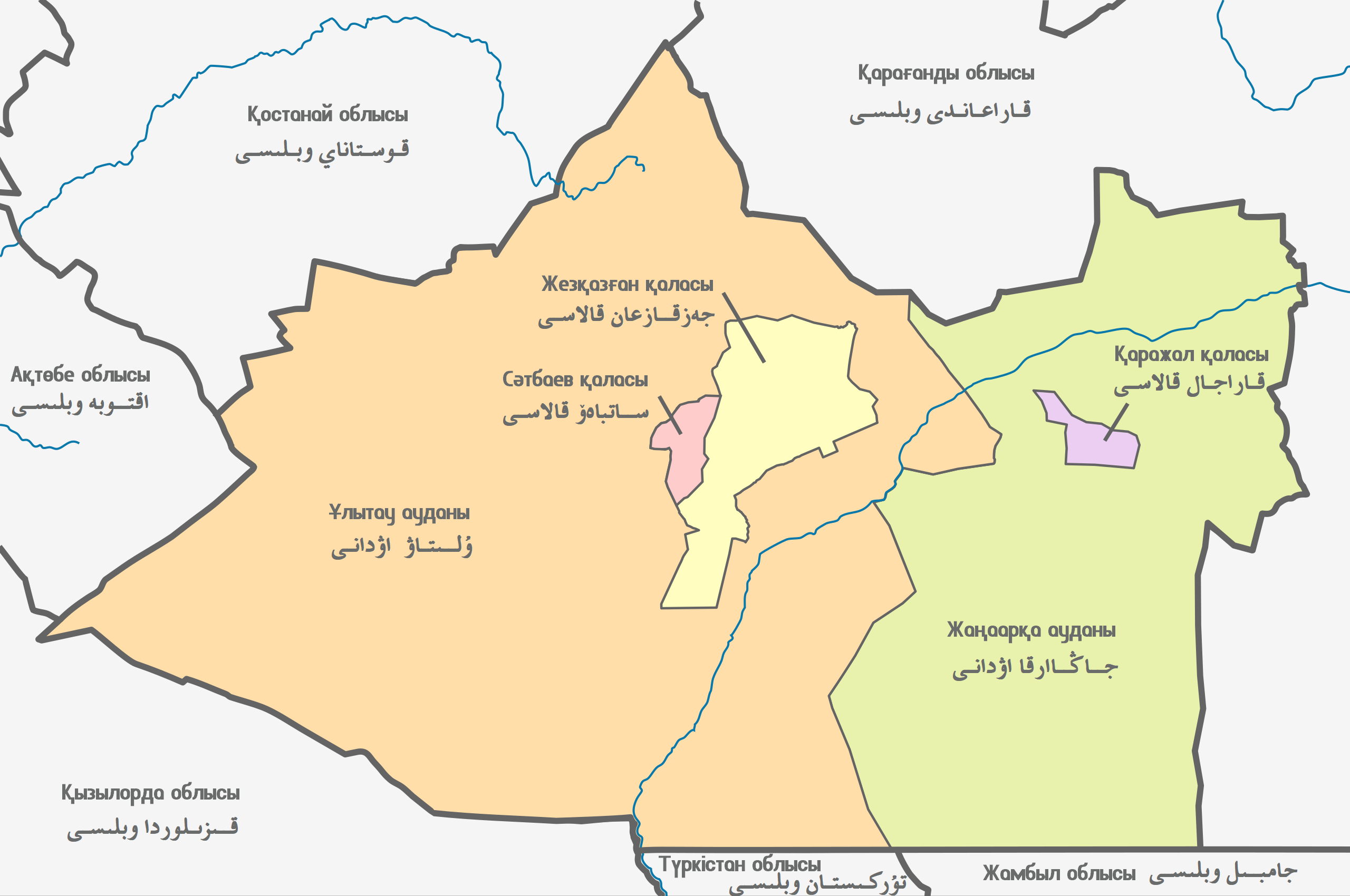
تقسیمات اداری استان اولی‌تاو در سال ۲۰۲۲ میلادی

استان اولی‌تاو متشکل از ۳ شهر و ۲ شهرستان می‌باشد.
| ردیف | نام شهر/شهرستان   | نام به قزاقی                      | نام به روسی                               | مساحت(km۲) | جمعیت (سرشماری سال ۲۰۲۱) |
| ---- | ----------------- | --------------------------------- | ----------------------------------------- | ---------- | ------------------------ |
| ۱    | شهر جزقازغان      | Жезқазған қаласы جه‌زقازعان قالاسى | город Жезказган gorod Zhezkazgan′         | ۱٬۷۶۰٫۹۷   | ۹۲٬۰۹۳                   |
| ۲    | شهر ساتپایف       | Сәтбаев қаласы ساتباەۆ قالاسى     | город Сатпаев gorod Satpayev′             | ۱٬۱۰۴٫۳۵   | ۶۸٬۲۳۸                   |
| ۳    | شهر قره‌جال        | Қаражал қаласы قاراجال قالاسى     | город Каражал gorod Karazhal′             | ۷۹۲٫۴۳     | ۱۷٬۶۳۴                   |
| ۴    | شهرستان اولی‌تاو   | Ұлытау ауданы ۇلىتاۋ اۋدانى       | Улытауский район Ulytauskiy rayon′        | ۱۲۲٬۹۳۱٫۰۵ | ۱۱٬۴۱۷                   |
| ۵    | شهرستان جانگی‌آرقه | Жаңаарқа ауданы جاڭاارقا اۋدانى   | Жанааркинский район Zhanaarkinskiy rayon′ | ۶۲٬۳۴۷٫۸۱  | ۳۱٬۰۴۸                   |